# Maesa ilicifolia
Maesa ilicifolia är en viveväxtart som beskrevs av Ridley. Maesa ilicifolia ingår i släktet Maesa och familjen viveväxter. Inga underarter finns listade i Catalogue of Life.